# Regata Ciudad de Málaga
La Regata Ciudad de Málaga, oficialmente llamada Regata Ciudad de Málaga-Costa del Sol fue una competición de vela que se disputó anualmente entre 2002 y 2006 en aguas de la bahía de Málaga, España.
Fue puntuable para el Campeonato de España de cruceros y estaba organizada por el Real Club Mediterráneo, el Ayuntamiento de Málaga, la Junta de Andalucía, la Real Federación Española de Vela y la Asociación Española de Clubes Náuticos, con la colaboración de la Federación Andaluza de Vela, la Autoridad Portuaria de Málaga y la Capitanía Marítima.